# Histoire de la Savoie dans l'Antiquité
Cet article a pour sujet l'histoire de l'entité géographique et historique appelée Savoie. Pour l'histoire des départements français, voir les articles spécifiques : Histoire de la Savoie (département) et Histoire de la Haute-Savoie.
L'histoire de la Savoie dans l'Antiquité présente une synthèse de la période antique de l'entité géographique et historique appelée Savoie, un territoire correspondant aux deux départements français actuels de la Savoie et de la Haute-Savoie. Elle s'étend de l'installation au VIe siècle av. J.-C. de peuplements celtes, originaires des plaines du Danube, à la concession de la Sapaudie ou Sapaudia au peuple germain des Burgondes, au Ve siècle, par les Romains, en passant par les premières incursions romaines à partir du IIe siècle av. J.-C. et la conquête définitive de ce territoire à la fin du siècle suivant.
Au cours de cette période, la Savoie en tant que telle n'a pas de définition précise, le nom de Sapaudie ou Sapaudia apparaît pour la première fois dans les Res Gestae d'Ammien Marcellin, vers la fin du IVe siècle, où il décrit le cours du Rhône : « d'où sans perte il va à travers la Savoie et les Séquanes ; et, ayant beaucoup avancé, il longe la Viennoise du côté gauche, la Lyonnaise du côté droit (...) »,. 

## Peuplement celto-ligure
Les territoires de la Savoie sont occupés dès 500 av. J.-C. par les peuplades celtes, originaires des plaines du Danube.

### Les Allobroges

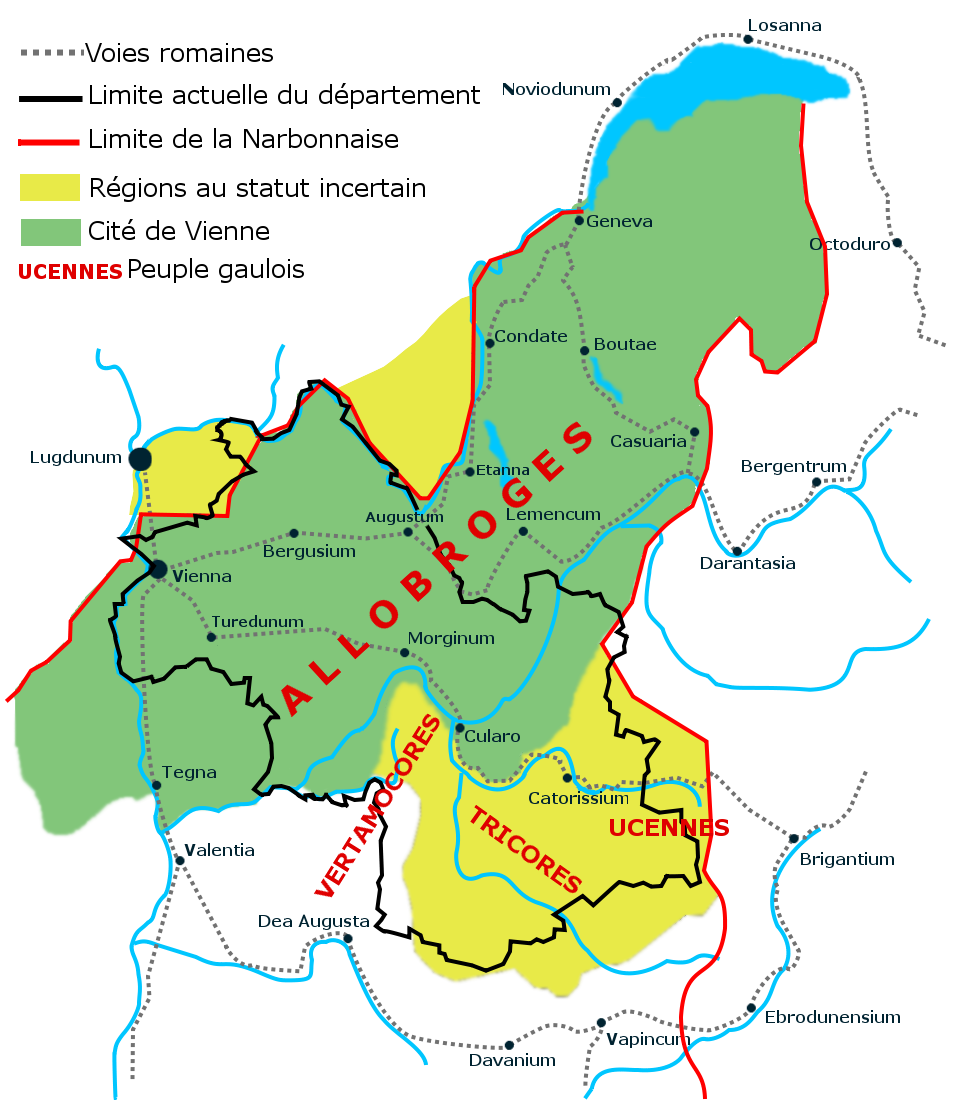
Territoire des Allobroges.

Le plus important d'entre eux est constitué des tribus Allobroges qui s'établissent dans l'avant-pays plat, entre le Rhône et les Alpes (le Viennois, le Graisivaudan, la Savoie Propre, le Genevois, le Chablais moderne et le bas-Faucigny). « (...) géants blonds, armés de longues épées de fer, occupèrent exclusivement les vallées riches et les petites Alpes d'eaux vives, de rochers calcaires et de bois (Aravis, Bauges, Chartreuse) ». Fédérés, ils prennent Vienne comme capitale, développant les bourgades de Grenoble et de Genève. Les Allobroges sont des agriculteurs et ils exploitent les mines de fer de la région. On a trouvé des traces de cette exploitation au Salève ou encore à proximité de Faverges.

### Les tribus montagnardes
Ils se distinguent des autres peuples occupant les parties les plus hautes de ce milieu, maîtrisant les différents passages par les cols alpins. On distingue ainsi les Médulles qui occupent la basse-Maurienne et les Graiocèles dans le haut de la vallée de l'Arc ; dans la vallée voisine, la Tarentaise, ce sont les Ceutrons qui sont aussi présents dans le Beaufortain, le haut-Faucigny.
Il semble que les Ligures, présents dans la région, soient  à l'origine des Ceutrons et des Médulles.

## La Savoie romaine

### Conquête et intégration

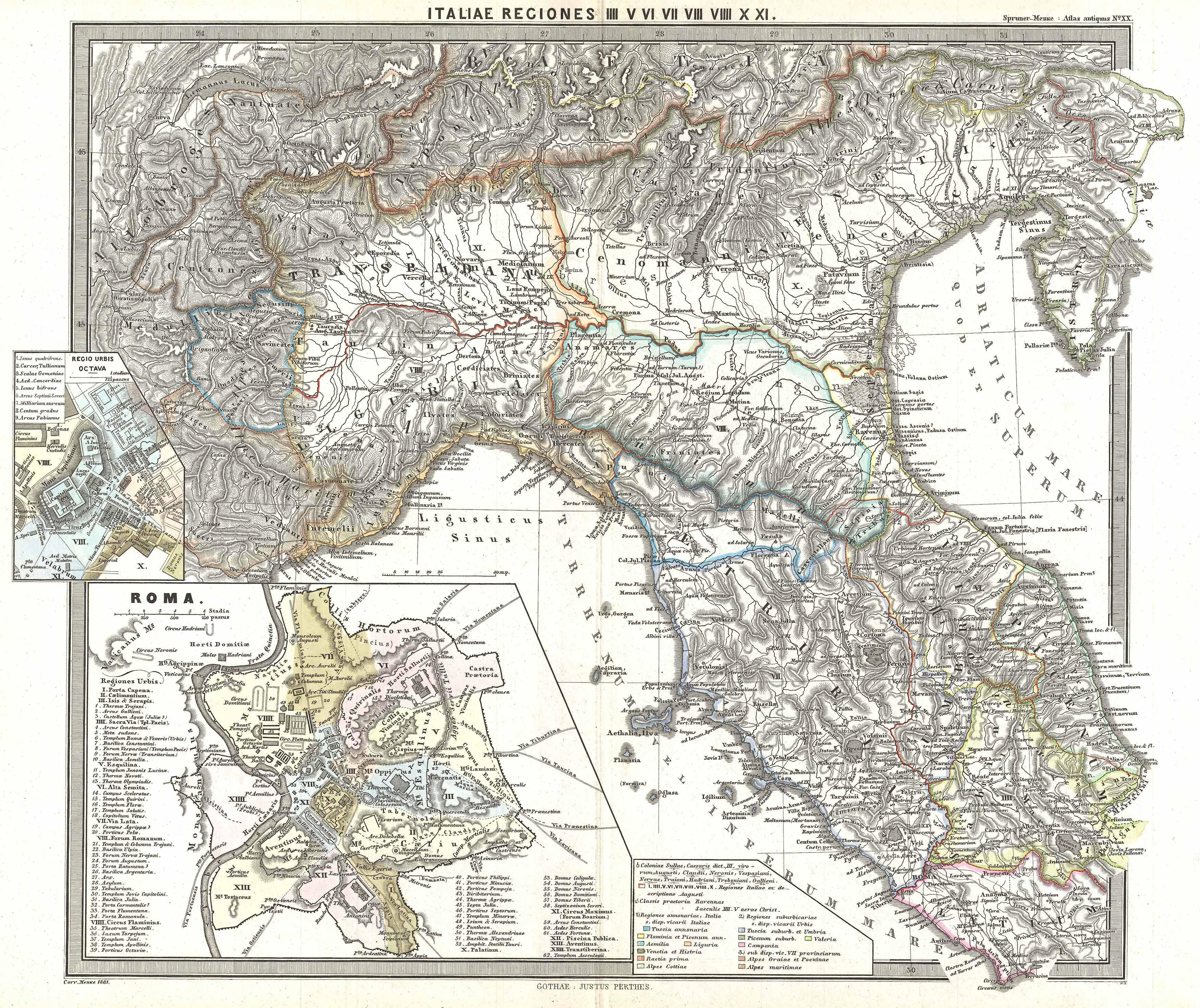
Carte de l'Italie du Nord sous Auguste. La future Savoie partagée entre l'Italie et la Gaule.

Le contact avec l'histoire écrite remonte avec l'hypothétique passage des Alpes par Hannibal par cette région en -218. Toutefois, l'intérêt romain pour cette région tarde jusqu'à ce que les Allobroges et des Arvernes viennent prêter main-forte aux Celto-ligures de la Provence, en 122, contre Marseille, elle-même alliée aux Romains. Ce conflit est un échec pour les Celto-ligures. Les Romains, qui ont entamé la conquête du pays des Allobroges (ou Allobrogie), vers -125 avec le passage par le col de Montgenèvre par le consul Fulvius Flaccus, sont menés par le consul Q. Fabius Maximus et ils défont les Allobroges en -121,. Cette région est incorporée à la Narbonnaise. Seules les trois grandes vallées intra-alpines de la Maurienne, de la Tarentaise et du Faucigny restent inoccupées.
L'Allobrogie se soulève à nouveau, dans le Ier siècle av. J.-C., avec Catugnatos, "le chef de la nation entière des Allobroges". L'armée allobroge est battue en -62/-61 par le consul Dominius en un lieu nommé Solonion.

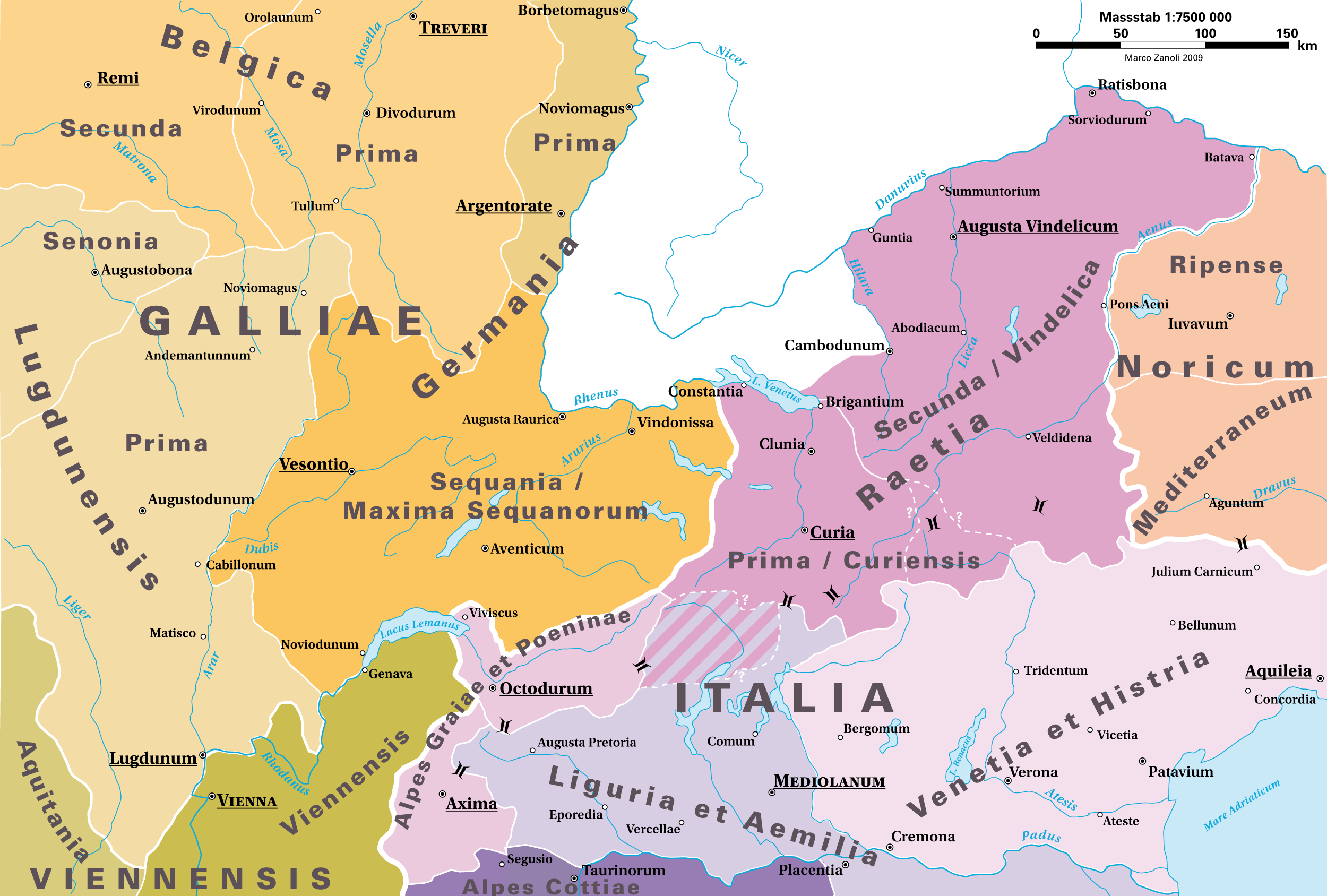
Partition des alpes occidentales entre les provinces de la Gaule et de l'Italie au temps de l'empire romain.

Cependant, les peuples de hautes vallées résistent encore. Jules César, dans ses Commentaires sur la Guerre des Gaules, en cite certains qui s'opposent à son passage, en 58 av. J.-C., entre Ocellum, en Gaule cisalpine, et le territoire des Voconces : « [...] il (César) gagne l’Italie par grandes étapes ; il y lève deux légions, en met en campagne trois autres qui prenaient leurs quartiers d’hiver autour d’Aquilée, et avec ses cinq légions il se dirige vers la Gaule ultérieure, en prenant au plus court, à travers les Alpes. Là, les Centrons, les Graiocèles, les Caturiges, qui avaient occupé les positions dominantes, essayent d’interdire le passage à son armée. »
Toutefois, la soumission de l’ensemble des territoires alpins s'accélère. La Tarentaise et le Faucigny, pays des Ceutrons deviennent la province des Alpes Graies ou Grées. Axima (aujourd'hui Aime) en devient la capitale, sous le nom de Forum Claudii Ceutronum, en l'an -42. La Maurienne composée de Médulles appartient à la province des Alpes Cottiennes, avec pour capitale Suse (le roi Cottius devient préfet de la province),. Le Trophée de la Turbie (6 av. J.-C.), au-dessus de Nice, célèbrent la victoire des légions romaines sur les peuples des Alpes (dont les Médulles et les Adanates).

### L'administration romaine
La partie occidentale, l'Allobrogie, intègre la province de la Narbonaise. 
La vallée de l'Arc (Maurienne) est intégrée dans un État indépendant, les Alpes cottiennes, avec le roi Marcus Julius Cottius, avec Suse pour capitale.  A  la mort de Cottius II en l'an 63, Néron fait de cet État une province procuratorienne (Alpes Cottiæ) et accorde aux habitants le droit latin. 
La vallée de l'Isère (Tarentaise), le Beaufortain, le Val d'arly, le Val Montjoie et le Haut-Faucingy forment la province des Alpes grées avec Axima et  Darantasia pour centre administatif successif. En 171, une réforme administrative et territoriale a pour conséquence l'unification des provinces des Alpes grées et des Alpes pennines (canton du Valais) dans la province des Alpes Atrectiennes et Poenines (Alpes Atrectianae et vallis Poenina). À nouveau en 286, une nouvelle réorganisation ajoute le Val d'Aoste a cette province qui prend le nom de  Alpes Grées et Pennines (provincia Alpium Graiarum et Poeninarum). Elle est intégrée au diocèse des Gaules dont Trèves est la capitale. L'ancienne Allobrogie, intégre la province Viennoise (Gallia Viennensis, capitale Vienne) appartenant au diocèse de Vienne.
Vers 290, la "légion thébaine" a pour ordre de tuer la population d'Octodure (Martigny). Parmi les légionnaires refusant ce traitement, le martyr Maurice d'Agaune (futur saint Maurice), qui devient le saint patron de la famille de Savoie (avec la création de l’ordre des Saints-Maurice-et-Lazare). Le site où disparut cette légion révoltée voit l’établissement d’une abbaye en 515.
Il faut attendre 354 pour qu'Ammien Marcellin emploie l'expression « Sapaudia » pour désigner ce territoire naturel.

### Les voies romaines

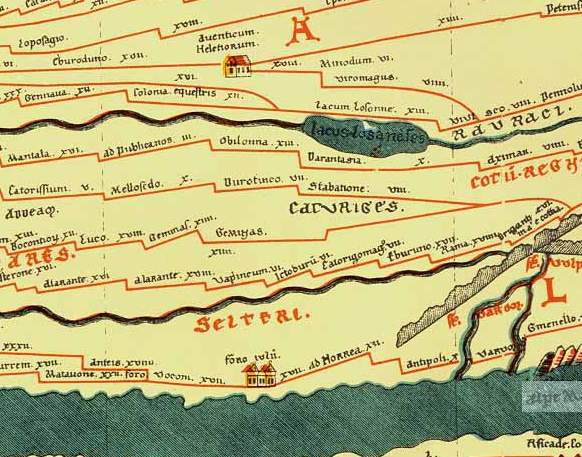
Vue partielle de la Table de Peutinger. Au centre la voie passant en Tarentaise par les cités : Axima (Aime) X. Darantasia (Moûtiers) XIII. Obilonna III. Ad Publicanos (Conflans, Albertville) XVI Mantala (Saint-Jean-de-la-Porte).

Ce territoire possède en effet un intérêt géostratégique pour les Romains, car par ses cols, il est un lien entre la péninsule et la Gaule. Les Romains vont donc construire un réseau routier (voir Voie romaine) important dans cet axe nord-sud - voies prétoriennes, consulaires et militaires - et développer un réseau secondaire pour relier les cités. La Table de Peutinger, l'Itinéraire d'Antonin indiquent les différents tracés passant par les cols alpins et quadrillant la Savoie.
Les travaux de l'abbé Ducis (1861, Mémoire sur les voies romaines en Savoie, p. 13) distinguent ainsi :
- de Mediolanum (Milan) à Vienna (Vienne), par Augusta prætoria (Aoste), puis le col du Petit-Saint-Bernard, puis redescendant la vallée de l'Isère, passant par Bergiatrum, (Bourg-Saint-Maurice), Axima (Aime), Darentasia (Moûtiers), Ad publicanos (Conflans) où les Romains dressent un oppidum. Parmi les traces, on peut observer au niveau du col, un cromlech, les fondations d'une mansio (dim. : 67,5 m x 25,5 m) permettant une halte dans ce milieu hostile. Au niveau de Ad publicanos ;
- la voie reliant Vienna à Genava (Genève), le long du Rhône, par Etanna (Yenne) et Condate (Seyssel) ;
- la voie reliant Darantasia (Moûtiers) à Genava, passant par Casuaria (Faverges), naviguant sur le lac d'Annecy, puis Bautas/Boutæ (Annecy)

Enfin, les voies secondaires reliant Darantasia à Octodurum (Martigny), une autre entre la Tarentaise et la Maurienne, celle entre Boutæ et Aquae (Aix) etc.

## Pré-christianisation du territoire
Les communautés chrétiennes apparaissent dès le IIe siècle à Vienne et à Lyon, avec la création d'évêchés. La christianisation de la Sapaudie semble elle plus tardive. Elle se diffuse depuis Vienne vers les deux autres importantes bourgades, Grenoble et Genève, élevées au rang de cité vers 380, deviennent le siège d'évêchés peu de temps après. Le premier évêque de Genève est mentionné vers 400. La partie nord de la Savoie (Petit-Bugey savoyard) et la région de Belley forment également un évêché détaché de Vienne, créé au Ve siècle. Les vallées alpines ne semblent pas concernées dans un premier temps, il faut attendre les Ve et VIe siècles pour voir se créer les premiers diocèses, Tarentaise (vers 427-428) et Maurienne (vers 575).

## Pour aller plus loin